# Callidula waterstradti
Callidula waterstradti es una polilla de la familia Callidulidae. Se encuentra en Borneo, Sumatra y Malasia peninsular. Es una especie predominantemente de montaña, registrada en alturas que van desde los 1.200 hasta los 1.930 metros.
La envergadura es de 12–14 mm.